# Brandmauer (Politik)
Die Brandmauer (auch französisch Cordon Sanitaire ‚Sperrgürtel‘) bezeichnet im politischen Kontext eine klare Abgrenzung demokratischer Parteien von extremistischen und radikalen gesellschaftlichen Strömungen, insbesondere der extremen Rechten. Der Begriff leitet sich von der Brandmauer aus dem Bauwesen ab.

## Deutschland

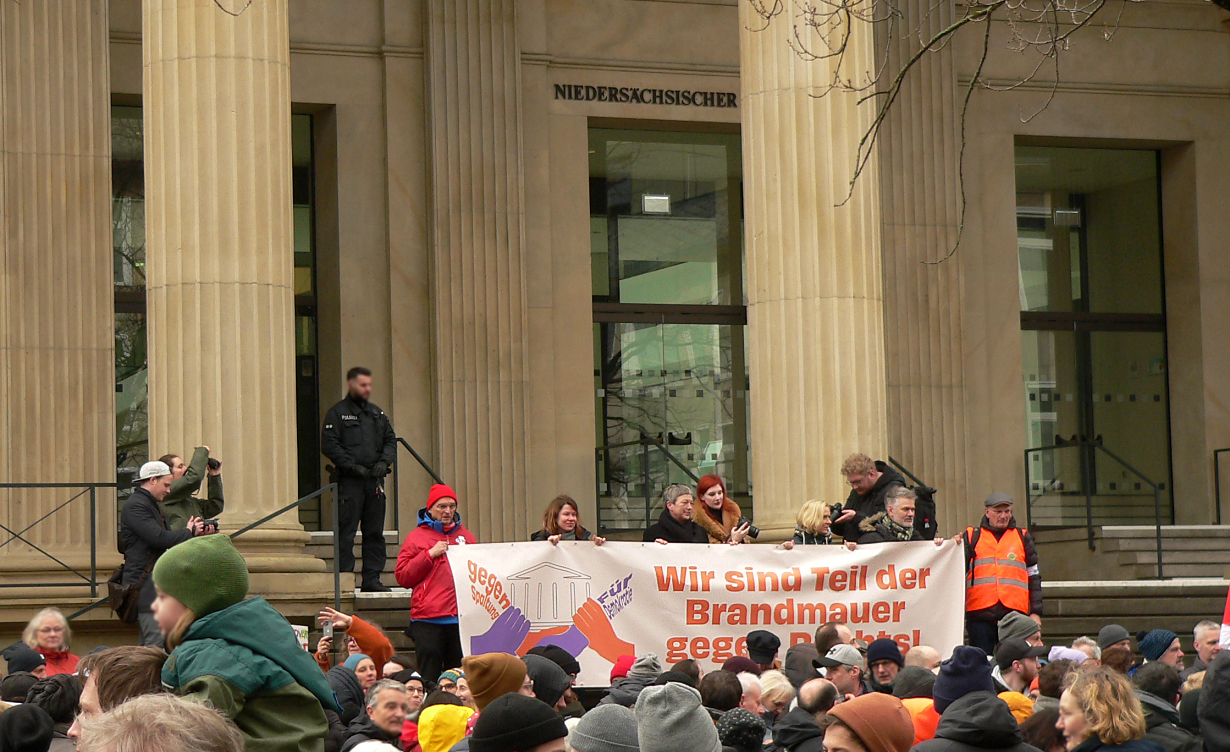
„Brandmauer gegen Rechts“ auf einem Plakat bei einer Demonstration gegen Rechts vor dem Niedersächsischen Landtag (2024)

In der Weimarer Republik bestanden keine stabilen Abgrenzungen gegenüber antidemokratischen Parteien. Regierungsbildungen schlossen häufig republikkritische Kräfte mit ein. Parteien wie das Zentrum und die DDP gingen Koalitionen mit der DNVP ein, während einzig die SPD an ihrer Unterstützung der demokratischen Republik festhielt. Die Einbindung antidemokratischer Parteien wurde als Mittel genutzt, politische Handlungsfähigkeit zu sichern.
Auch in der alten Bundesrepublik unterblieb eine Brandmauer gegen rechte Parteien, die nicht als verfassungsfeindlich eingestuft waren. Die CDU/CSU arbeitete mit der Deutschen Partei zusammen, die nach kurzer Zeit in der CDU aufging. Diese Offenheit gegenüber rechten Strömungen hat die Entwicklung der CDU/CSU zu einer Partei der liberalen Mitte sowie die Aufarbeitung der NS-Vergangenheit über viele Jahre hinweg erschwert.
Nach der Deutschen Wiedervereinigung war die politische Abgrenzung zunächst auf die linke Seite gerichtet. Die PDS, später Linkspartei, wurde lange Zeit nicht als Koalitionspartner akzeptiert. Ab 1994 kam jedoch es auf Landesebene zu Kooperationen. Seit den 2010er-Jahren richtete sich die Debatte zunehmend auf die Abgrenzung gegenüber der AfD. Dies bedeutete nicht nur, dass die AfD von Regierungsbeteiligungen ausgeschlossen blieb. Auch ihre Anträge wurden konsequent abgelehnt, eigene Mehrheiten bewusst ohne ihre Unterstützung gebildet, und Mandatsträger vermieden es, mit Stimmen der AfD in politische Ämter gewählt zu werden. 2020 wurde Thomas Kemmerich (FDP) mit Stimmen der AfD zum Thüringer Ministerpräsidenten gewählt, was einen bundesweiten Skandal und eine Regierungskrise in Thüringen auslöste, wodurch er nach kurzer Zeit zum Rücktritt gezwungen war. Die CDU fasste 2018 auf ihrem Parteitag einen so genannten „Unvereinbarkeitsbeschluss“, laut dem „Koalitionen und ähnliche Formen der Zusammenarbeit“ mit der AfD und der Linken abgelehnt werden. Laut einer Studie der Rosa-Luxemburg-Stiftung, die der Partei Die Linke nahesteht, gab es zwischen 2019 und 2023 dennoch etwa 120 Fälle, in denen Parteien mit der AfD zusammenarbeiteten. Am häufigsten waren dabei Kooperationen mit der CDU. Eine öffentliche Diskussion über die Stabilität dieser Brandmauer entstand, als im Januar 2025 ein Antrag der CDU zur Zurückweisung von Asylsuchenden im Deutschen Bundestag auch mit Stimmen der AfD beschlossen wurde (siehe Fünf-Punkte-Plan).
Im Rahmen einer am Wissenschaftszentrum Berlin für Sozialforschung durchgeführten Untersuchung analysierte der Politikwissenschaftler Wolfgang Schroeder das Abstimmungsverhalten in Stadträten kreisfreier Städte und in Kreistagen im Hinblick auf die Kooperation mit der AfD. Die Studie zeigt, dass in etwa 80 Prozent der Entscheidungen keine Zusammenarbeit mit der AfD stattfand, was auf eine weiterhin bestehende, jedoch deutlich durchlässige „Brandmauer“ hindeute. In den übrigen Fällen stimmten fraktionslose Abgeordnete und kleinere rechte Gruppierungen am häufigsten mit der AfD. Von den etablierten Parteien stimmten CDU und FDP in jeweils 38 Prozent dieser Fälle mit der AfD, SPD und Grüne in etwa 30 Prozent und auch die Linke in gut 20 Prozent. Meist gehe es dabei um technische Fragen, wie etwa Sitzungstermine. Überraschend war laut Schroeder, dass es zwischen Ost- und Westdeutschland insgesamt keine gravierenden Unterschiede gab; Unterschiede zeigten sich eher zwischen Stadt und Land, insbesondere im ländlichen Osten, wo die AfD häufiger Unterstützung erhielt.

### Positionen von Wissenschaftlern
Der Historiker Martin Sabrow bewertet das Konzept der Brandmauer gegenüber rechtspopulistischen oder rechtsextremen Kräften kritisch und differenziert. Die Zeitgeschichte erlaube hier keine klaren Rückschlüsse; sie zeige jedoch, dass das Konzept, dem Rechtsextremismus die Macht zu überlassen, bisher nirgends funktioniert habe. Dies führe nicht zu einer gesellschaftlichen Einsicht, sondern gefährde das Land. Gleichzeitig bemerkt er, dass politische Brandmauern nur so stabil seien wie das gesellschaftliche Fundament, das sie trägt. Wenn dieses Fundament bröckle, nütze auch ein striktes Festhalten an Abgrenzung wenig – besonders dann, wenn diese von populistischen Gegnern der Demokratie inhaltlich bestimmt werde und in der kommunalen Praxis ohnehin übergangen werde. Hilfreich sei allein eine politische Zielorientierung, die im Alltag die Kluft zwischen demokratischer und rechtspopulistischer Politik verdeutliche, statt sich selbst zu bestätigen. Ein überzeugendes Zukunftsprogramm, das Migrationskontrolle mit Menschlichkeit vereinbare, benötigte keine Brandmauer, da es sich inhaltlich vom Rechtspopulismus abgrenze.
Die Politikwissenschaftlerin Nicole Deitelhoff betrachtet die „Brandmauer gegen rechts“ vor allem als symbolisches Konzept, nicht aber als gelebte politische Praxis. Eine stabile Abgrenzung habe es aus ihrer Sicht nie gegeben – insbesondere auf kommunaler Ebene sei sie schnell brüchig geworden. Rechtspopulistische und rechtsextreme Parteien stünden, trotz inhaltlicher Unterschiede, konservativen Kräften ideologisch näher als progressiv-liberalen Parteien. Dadurch entstehe für Konservative ein stärkerer Konkurrenzdruck, was mitunter dazu führe, dass sie versuchten, rechten Parteien durch die Übernahme ihrer Themen Wähler abzunehmen. Studien zufolge führe eine solche Strategie jedoch eher zur Stärkung extremistischer Kräfte. Aber auch die Vorstellung einer wirksamen Brandmauer hält Deitelhoff für trügerisch: Das Ignorieren extremistischer Akteure wirke schnell überheblich und könne Aggressionen verstärken. Stattdessen sei es notwendig, sich ständig mit deren Positionen auseinanderzusetzen.
Eine kategorische Ablehnung jedweder Zusammenarbeit sieht beispielsweise der Politikwissenschaftler Christian Stecker kritisch, da dadurch ein Teil des demokratisch gewählten Parlaments von politischer Mitgestaltung ausgeschlossen werde. Zudem warnt er davor, dass Parteien auf die Durchsetzung der Interessen ihrer eigenen Wähler verzichten müssten, wenn entsprechende parlamentarische Mehrheiten nur mit Unterstützung durch die AfD zustande kämen.

### Positionen von Politikern
Der ehemalige Bundesinnenminister und Bundestagsvizepräsident Hans-Peter Friedrich (CSU) nannte die Brandmauer zur AfD in einem Interview mit dem Sender Phoenix „undemokratisch“ und wünschte sich, dass sie in den nächsten Jahren abgebaut werde.
Der ehemalige AfD-Vorsitzende Jörg Meuthen äußerte 2023 in einem Interview seine Hoffnung, dass die Brandmauer der Union halte, da die AfD mittlerweile von Radikalen kontrolliert werde.

## Europa
Der französischsprachige Begriff Cordon Sanitaire (deutsch „Sperrgürtel“) bezeichnet in der Politikwissenschaft seit den 1990er Jahren die Übereinkunft etablierter Parteien, keine Kooperationen mit rechtsextremen oder rechtspopulistischen Parteien einzugehen. Er entstand 1989 in Belgien, wo sich die Parlamentsparteien darauf verständigten, den rechtsextremen Vlaams Blok von jeglicher Regierungsbildung auszuschließen. Ziel war es, antidemokratische Kräfte politisch zu isolieren und die demokratische Ordnung zu schützen. Das belgische Modell fand in vielen europäischen Ländern Nachahmer. In Staaten wie Frankreich, den Niederlanden, Deutschland oder Österreich verständigten sich Parteien darauf, rechte Parteien nicht in Regierungsverantwortung einzubinden. Dieses Abgrenzungsverhalten hatte meist informellen Charakter und beruhte auf einem parteiübergreifenden Konsens. Seit den 1990er Jahren ist dieser Konsens jedoch zunehmend erodiert. In Ländern wie Italien (1994), Österreich (1999), Dänemark (2001) oder Finnland (2023) kam es zu Regierungsbeteiligungen rechtspopulistischer Parteien infolge von Koalitionen mit konservativen Kräften. In Schweden entstand 2022 eine konservativ-liberale Minderheitsregierung unter Duldung der rechtspopulistischen Schwedendemokraten. In vielen Fällen ging diesen Bündnissen eine politische und rhetorische Annäherung konservativer Parteien an die Positionen der Rechten voraus. Der Abbau des Cordon Sanitaire erfolgte vor dem Hintergrund veränderter parteipolitischer Mehrheitsverhältnisse sowie wachsender Erfolge rechtspopulistischer Bewegungen.
Im Jahr 2024 kam es auch in den belgischen Gemeinden Brecht und Izegem zur Zusammenarbeit des Vlaams Belang (deutsch Flämische Interessen; früher Vlaams Blok) mit anderen etablierten Parteien. Die Partei Christlich-Demokratisch und Flämisch (CD&V) drohte jedoch den Lokalpolitikern in Brecht mit einem Parteiausschluss. In Izegem hat die Partei STiP+ ein Bündnis mit Vlaams Belang geschlossen.